# ワイレックス

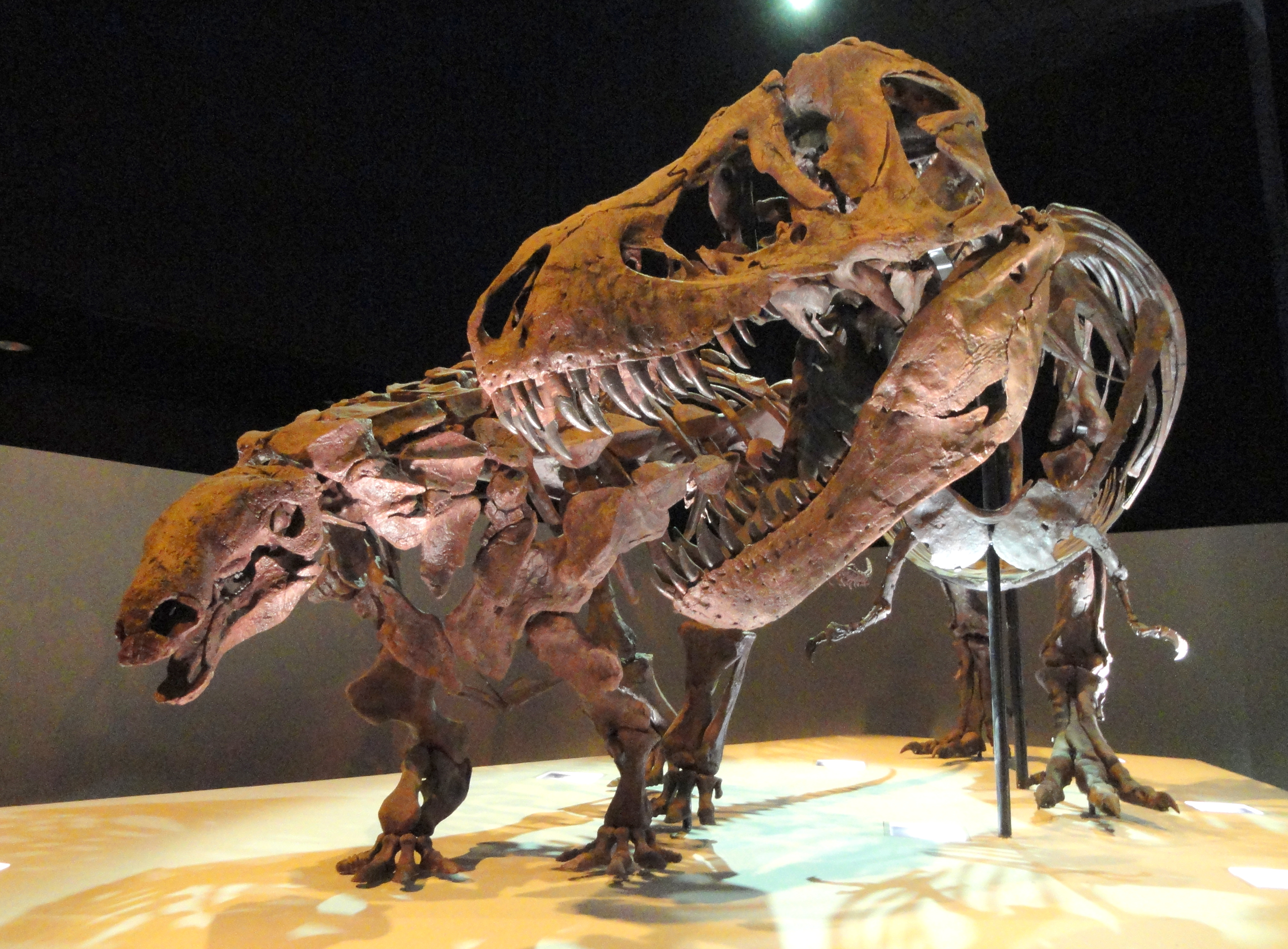
ヒューストン自然科学博物館の展示。デンヴァーサウルスを襲うワイレックスの様子が再現されている。

ワイレックス（Wyrex、標本番号：HMNS 2006.1743.01）は、ティラノサウルスの標本。尾部を大きく欠損していることと、全身の各所からティラノサウルスで唯一の皮膚印象化石が確認されていることが特徴である。2006年からヒューストン自然科学博物館が所蔵している。

## 発見
アメリカ合衆国モンタナ州の牧場主ドン・ワイリックは、ランシアン期（国際層序年代で言うマーストリヒチアン期）の河川堆積物から侵食されている骨を発見した。モンタナ州ベイカーから発掘された化石はブラックヒルズ地質学研究所の管轄下に置かれて標本番号 BHI 6230 を与えられた後、ヒューストン自然科学博物館に所蔵された。新たな標本番号は HMNS 2006.1743.01 であった。
発見者の姓にちなみ、発見されたティラノサウルスの標本には「ワイレックス」という愛称が名付けられた。

## 特徴
ワイレックスはこれまでに発見されたティラノサウルスの標本の中で最も四肢の保存状態が良い。例えば後肢においては、大腿骨・下腿骨（脛骨・腓骨）・中足骨が確認できる。ワイレックスに限った話ではないが、大腿骨の長さに対する下腿骨と中足骨の長さの比が大きいこと、すなわちゾウのような動物よりも下腿部が相対的に長く高速走行に向いていたことが示されている。第3中足骨は第2中足骨および第4中足骨に挟まれて狭くなっており、アークトメタターサル構造を示す。また、前肢の爪はアクロカントサウルスのように大型で鋭い形状を示してはおらず、またティラノサウルスに典型的な2本指を持つ。ただしワイレックスでは退化してはいるものの第3指の痕跡が認められる。第3指は、前肢全体を横向きに回転させる主要な筋肉が付け根に附随していたため痕跡器官として残っていたことが示唆されている。
全高約3.7メートル。全身の保存も良い一方で尾は大きく欠損している。
尻尾の欠損は化石化の過程で失われたものでなく生存時の負傷であり、治癒痕も見られるとする主張がある。その場合負傷の理由は共食いとみられる。
一方、この解釈には真逆の解釈も存在する。アンドレア・カウは、タフォノミー的分析が行われていないこと、そのような状況では巨大な力が加わるにもかかわらず11尾尾椎の前部が未だ関節していたこと、尻尾を失った場合出血によって命を落とす可能性が高いこと、尾を失うと筋肉を切断されるため歩くことが困難になることを指摘し、尾は化石化の過程で物理的に損傷したか、死後スカベンジャーによって損なわれた可能性が高いと分析した。

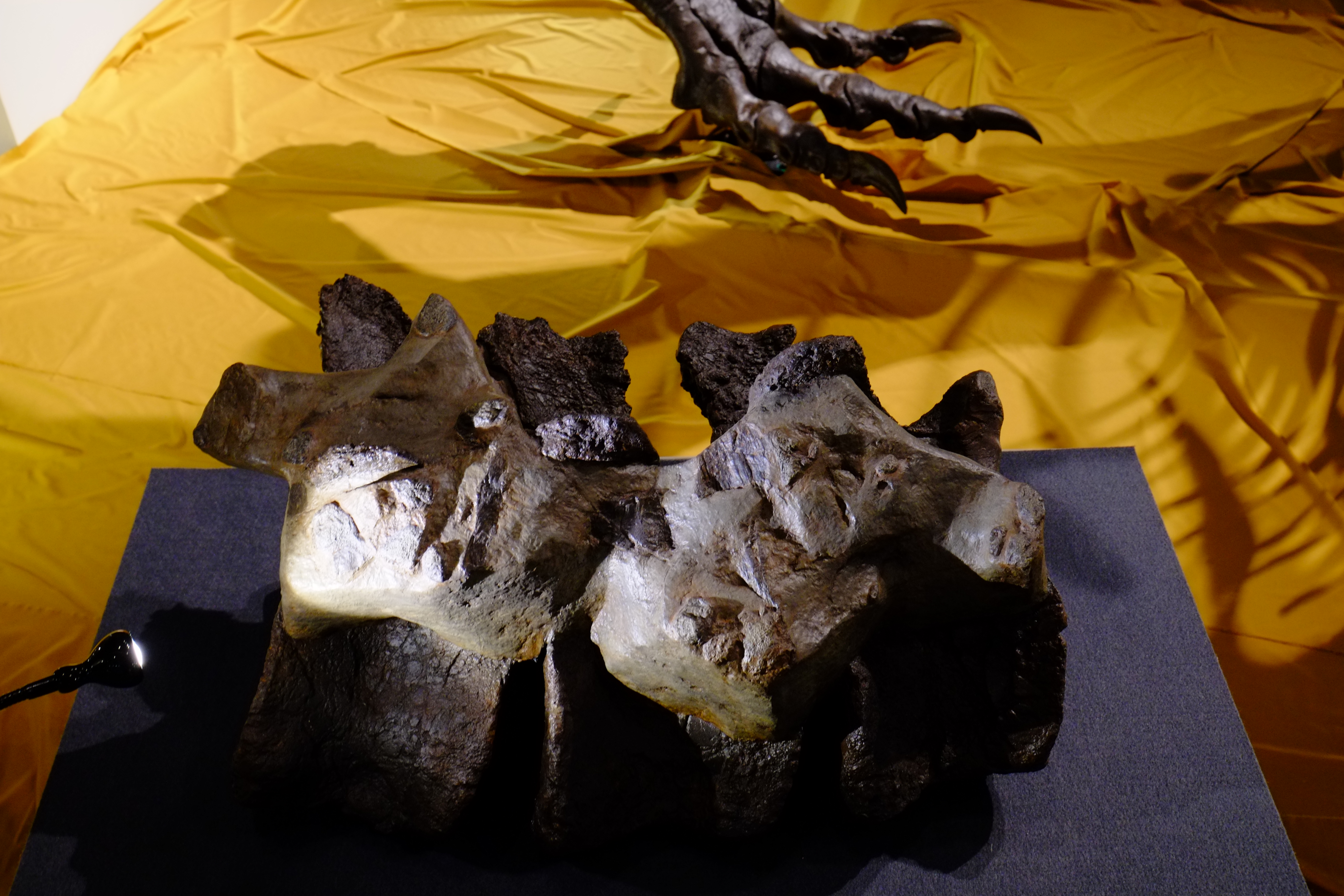
皮膚の印象化石

また、ワイレックスには皮膚の印象化石も保存されており、頸部・骨盤・尾部に確認できる。ティラノサウルスの皮膚印象化石は2017年時点でワイレックスしか知られていない。ワイレックスの印象化石に羽毛が見られず、またゴルゴサウルスやアルバートサウルスといった他のティラノサウルス科の恐竜の印象化石にも見られないことから、ティラノサウルスに羽毛は存在しなかったか、あるいは生えていても化石が発見されていない背中だけであったと推測されている。ワイレックスの個々の鱗の形状は非常に多様で、細長いもの、楕円形、長方形のもの、不規則な3 - 6辺の多角形のものなどがある。このように多様な形状を示す一方で、現生鳥類の鱗のように前後の軸は明瞭である。尾部では、第6尾椎から第8尾椎の右横側に1 - 30平方センチメートルの皮膚が約10枚保存されている。鱗は直径1ミリメートル以下の微細なもので、約50平方ミリメートルの台形状や三角形状に集合している。その集合同士の間には葉脈のように溝が走っている。表面はザラザラとした粗い質感で、コブ状の盛り上がりも見られる。

## 展示

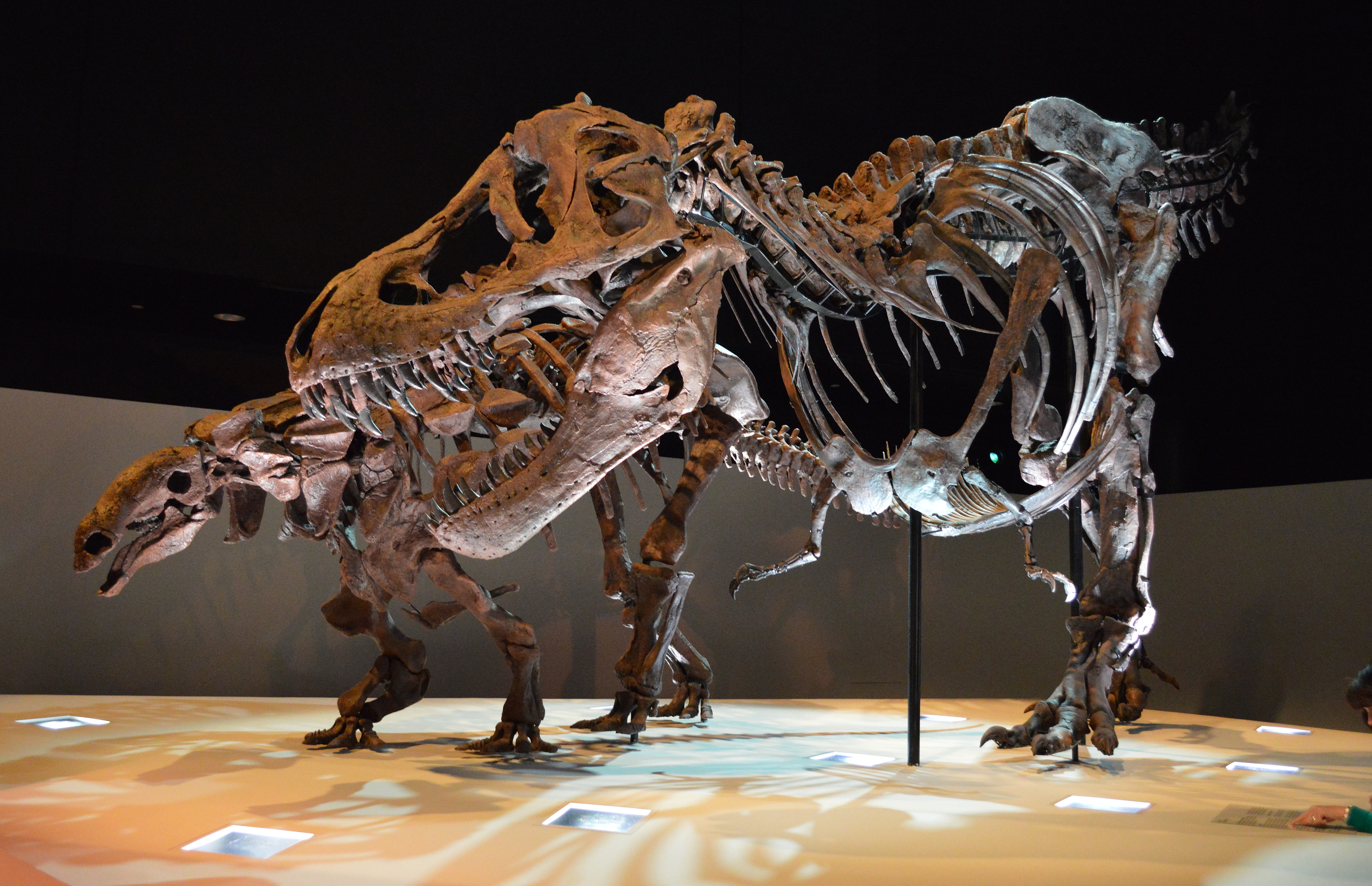
ヒューストンの展示

ワイレックスの実骨標本はテキサス州ヒューストンに位置するヒューストン自然科学博物館に所蔵されている。2012年6月2日のリニューアル以降、常設展にて、デンヴァーサウルスを襲っている様子を再現する形で展示されている。
日本では、2017年夏に千葉県千葉市美浜区の幕張メッセで開催された『ギガ恐竜展2017 -地球の絶対王者のなぞ-』、2019年春に新潟県立自然科学館の企画展『恐竜展〜科学が解き明かす恐竜のすがた〜』で展示された。

## 映像作品
ナショナルジオグラフィック協会が制作した番組『不死身の怪物：ティラノサウルスの秘密』では、尾を失ったワイレックスのバランスのとり方や動作を3Dモデリングで検証する様子が描かれた。番組中では、マンチェスター大学のビル・セラーズにより、元々の体重が重いため尾を三分の二ほど失ってもバランスを崩して歩行不能に陥ることはなかったであろうこと、一方で尾の筋肉が歩行に大きく寄与しているため50センチメートル前側で筋肉を切断されていれば歩行不能に陥ったことが述べられている。